# 托尼·图雷克
托尼·图雷克（德語：Toni Turek，1919年1月18日—1984年5月11日），德国前男子足球运动员，场上位置是守门员。他曾代表西德国家队参加1954年国际足联世界杯，结果队伍获得冠军。